# Lake Buckhorn (Ohio)
Lake Buckhorn é um lugar designado pelo censo localizado no condado de Holmes no estado estadounidense de Ohio. No Censo de 2010 tinha uma população de 601 habitantes e uma densidade populacional de 115,33 pessoas por km².

## Geografia
Lake Buckhorn encontra-se localizado nas coordenadas 40° 28′ 21″ N, 81° 54′ 36″ O. Segundo a Departamento do Censo dos Estados Unidos, Lake Buckhorn tem uma superfície total de 5.21 km², da qual 4.55 km² correspondem a terra firme e (12.67%) 0.66 km² é água.

## Demografia
Segundo o censo de 2010, tinha 601 pessoas residindo em Lake Buckhorn. A densidade populacional era de 115,33 hab./km². Dos 601 habitantes, Lake Buckhorn estava composto pelo 99.17% brancos, o 0.17% eram afroamericanos, o 0.17% eram amerindios, o 0% eram asiáticos, o 0% eram insulares do Pacífico, o 0.17% eram de outras raças e o 0.33% pertenciam a duas ou mais raças. Do total da população o 0% eram hispanos ou latinos de qualquer raça.